# 이베리아족

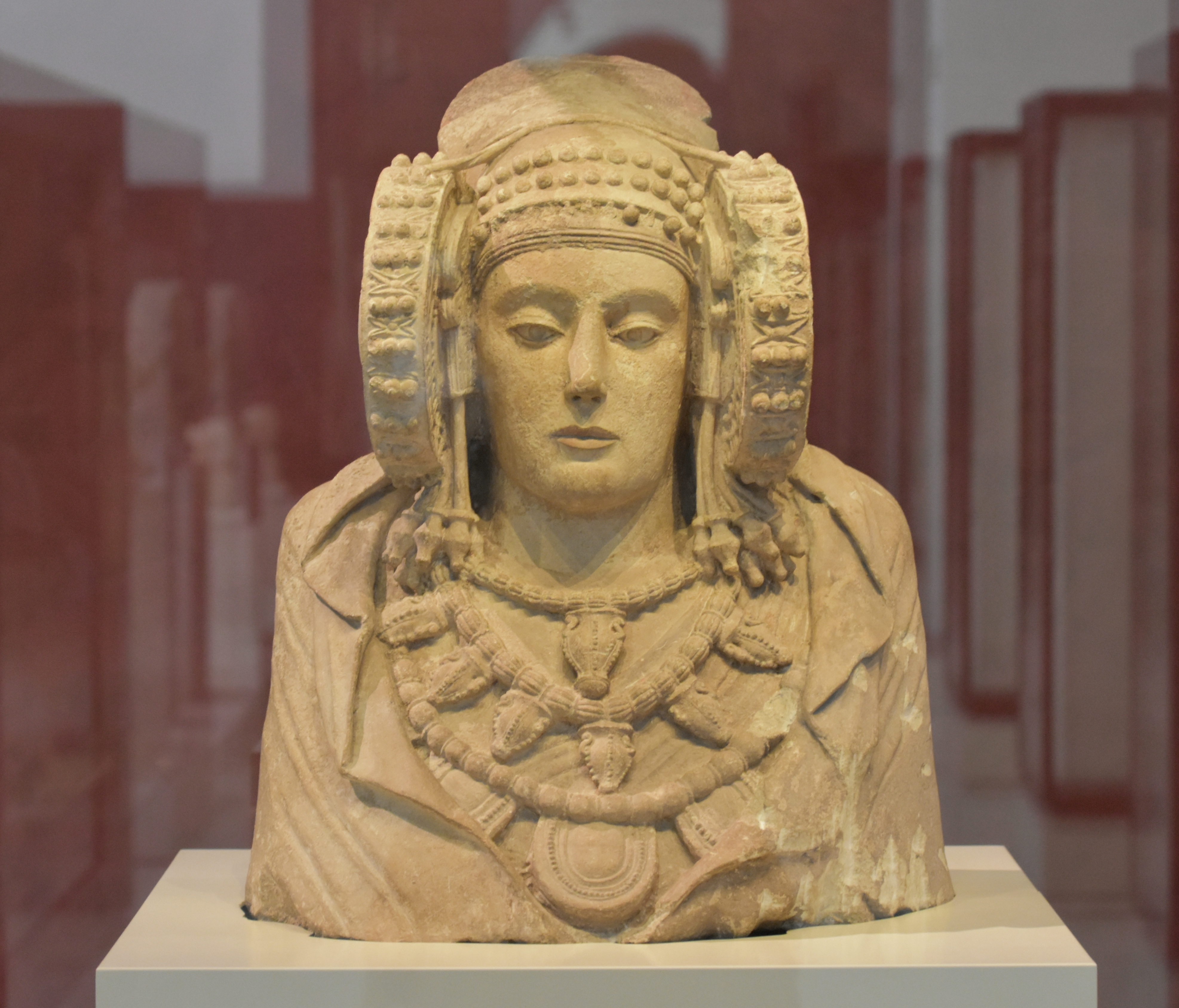
엘스의 여인. 이베리아족 작품

이베리아족은 고대 그리스인과 로마인과 유사한 민족 중 하나로서 6세기 정도에 이베리아반도의 동남부 해안가에 다수 분포했다. 기원전 에스파냐 원주민이 이베리아족이라고도 한다.

## 개요
로마인과 그리스인이 섞여 구성된 비율이 높았고 분포지가 나뉘었기 때문에 두 부류로 나뉘는 경우가 발견된다. 기원전에 영국에 살던 민족을 이베리아족으로 생각하기도 하는데, 이베리아족이 에스파냐를 거쳐 영국으로 들어와 브리튼 원주민이 되었다는 이론이다.
이베리아족의 문화나 민족 구성, 국가 구성은 명확하게 구분되지 않는다. 로마 제국 이전의 철기 시대에 거주했던 민족으로서 이베리아반도에 살았던 사람들의 문화로 규정하고 있다. 어떤 공통된 특징을 갖고 있기는 하지만 단일 민족이 아니었으며 거주지와 일부를 제외하고는 다른 면이 많았던 것으로 본다.

## 역사
이베리아족은 부족사회를 유지하며 살았으므로 폐쇄적인 사회였다. 청동과 농경기술을 위해 철 등 금속을 다룰 줄 알았으며 카르타고와 로마의 공격 전까지 도시화 내지는 계층 분할이 이뤄졌다. 페니키아, 그리스, 카르타고와 무역 활동이 성행했으며 구리와 주석 등을 수출품으로 했다.
페니키아인은 기원전 1100년 처음으로 이베리아반도 내 식민지를 만들었으며 이 지역은 현재의 카디즈로서 이후에도 산발적인 이베리아족과의 관계가 있었다.

### 유래

신석기 대의 확장

이베리아족의 유래는 확실치 않지만 두 가지 학설이 존재한다. 하나는 스페인에 그들이 기원전 5천년 - 3천년 즈음에 도착했다는 것이다. 이 학설을 지지하는 학자들은 이베리아족이 지중해 동쪽에서 온 것으로 보고 있다. 다른 학설은 북아프리카에서 건너온 것으로 보고 있다. 이것은 모로코에서 발견된 유적과 인류학적으로 유사한 이베리아족 유적을 발견해낸 마이클 오간의 연구에 따른 것이다. 이베리아족은 먼저 동쪽 해안에 자리잡은 뒤 다른 지역으로 퍼져 나간 것으로 보인다.

## 같이 보기
- 이베리아어